# Братусь, Иван Иванович
Иван Иванович Братусь (26 декабря 1921, Рогозов — 16 июня 1975,  Рогозов, Украинская ССР) — полковник, Герой Советского Союза.

## Биография
Родился 26 декабря 1921 года в селе Рогозов, ныне Бориспольский район, Киевская область Украины. Отец – Иван Наумович Братусь (1898-7.05.1943) был раскулачен и репрессирован (выслан на пять лет), а 20 сентября 1937 года арестован и 16 октября осужден "особой тройкой"  НКВД по статье 54-10 ч. 1 УК УССР (антисоветская агитация и пропаганда) к 10 годам лишения свободы. Реабилитирован решением Полтавского суда 14 апреля 1960 года. Мать - Братусь (Козлова) София Остаповна (03.10.1900-30.09.1984).
Работал бухгалтером бориспольской конторы «3аготзерно».
Призван в РККА 14 апреля 1941 года. С началом Великой Отечественной войны — в действующей армии. В боях при форсировании рек Сейм, Десна и Днепр в сентябре 1943 огнём орудия уничтожил 5 танков, 6 пулемётов, 8 дзотов и много гитлеровцев.
Звание Героя Советского Союза с вручением ордена Ленина и медали «Золотая Звезда» (№ 1171) присвоено 16 октября 1943 года.
В 1945 году окончил Саратовское танковое училище, в 1953 — курсы усовершенствования офицерского состава. С 1969 года — в запасе.
Жил и работал в Киеве.
Трагически погиб 16 июня 1975 года в селе Рогозов, Украинская ССР.

## Награды
Награждён орденами Ленина и Красной Звезды, медалями.

## Память

Бюст Ивану Братусю на Аллее Героев в Борисполе (демонтирован 21.09.2022 года)

Именем Героя названа улицы в городе Борисполь и его родном селе Рогозове.